# 8

8(팔)은 7보다 크고 9보다 작은 자연수다. 또한 수를 표기하기 위한 숫자이기도 하다.

## 수학
- 합성수로, 그 약수는 1, 2, 4, 8이다. 진약수의 합은 7이므로, 8은 부족수다.
- 2번째 세제곱수(23)다. 다음 세제곱수는 27이다.
- 6번째 피보나치 수다. 앞의 피보나치 수는 5, 다음은 13이다.
- 8번째 테트라나치 수다. 앞의 테트라나치 수는 4, 다음은 15다.
- 8번째 펜타나치 수다. 앞의 펜타나치 수는 4, 다음은 16이다.
- 2번째 팔각수다. 다음 팔각수는 21이다.
- 2번째 중심있는 칠각수다. 다음 중심있는 칠각수는 22이다.
- 2번째 칠각뿔수다. 다음 칠각뿔수는 26이다.
- 4번째 케이크 수다. 앞의 케이크 수는 4, 다음은 15다.
- 자릿수 제곱합이 제곱수인 8번째 자연수다. 이 성질을 지닌 앞의 수는 7, 다음 수는 9다.
- {\displaystyle 8=3+5}
  - 연속하는 두 소수(素數)의 합으로 나타낼 수 있으며, 이 성질을 지닌 앞의 수는 5, 다음 수는 12이다.
- {\displaystyle 8=2\times 4}
  - 연속하는 두 짝수의 곱으로 나타낼 수 있는 가장 작은 수이며, 이 성질을 지닌 다음 수는 24다.
- 컴퓨터에서 많이 쓰이는 팔진법의 밑이다.
- 컴퓨터에서 한 바이트는 8 비트를 말한다. 그래서 바이트를 옥테트라고도 부른다.
- 정팔면체
- 8은 정육면체의 꼭짓점의 개수다.
- 팔원수

## 과학·기술
- 산소(O)의 원자번호.
- 태양계의 행성은 총 8개다. 8번째 행성은 해왕성이다.
- 문어의 다리는 8개다.
- 거미의 다리는 8개다.
- 옥텟 규칙은 분자를 이루는 각각의 원자는 최외각 껍질에 8개가 들어갔을 때 가장 안정된 상태라고 하는 화학 이론이다.
- NGC 8: 페가수스자리 방향에 있는 이중성.
- 윈도우 8: 마이크로소프트의 운영 체제.

## 교통

### 철도
- 수도권 전철 8호선

### 도로
- 고속도로
  - 주간고속도로 제8호선: 캘리포니아주 샌디에이고에서 애리조나주 카사그랜드 근교까지 이어지는 미국의 주간고속도로.
  - 유럽 고속도로 8호선: 노르웨이 트롬쇠에서 핀란드 투르쿠까지 이어지는 유럽 고속도로.
- 국도 제8호선
  - 일본 8번 국도: 니가타현 니가타시 주오구에서 교토부 교토시 시모교구까지 이어지는 일본의 국도.
- 기타 도로
  - 현도 제8호선

## 나이 (만 8세)
- 볼프강 아마데우스 모차르트가 만 8세에 처음으로 교향곡을 썼다.
- 조선 헌종이 조선의 역대 국왕 중 최연소 나이 (만 8세)로 즉위했다.

## 문화유산
- 대한민국의 국보 제8호: 보령 성주사지 낭혜화상탑비
- 대한민국의 보물 제8호: 여주 고달사지 석조대좌
- 대한민국의 사적 제8호: 경주 사천왕사지

## 방송
- 디지털 방송의 수도권 지역 OBS경인TV 채널 번호.
- 스카이라이프와 U+ TV의 CJ온스타일 채널 번호.
- 지니 TV의 GS샵 채널 번호.
- B tv의 현대홈쇼핑 채널 번호.

## 스포츠
- 당구의 포켓 게임 중 에잇볼이 있다. 16개의 공을 가지고 진행하며 검은색 8번 공을 먼저 넣으면 이긴다.
- 야구에서 중견수의 수비 위치를 나타낸다.
- 육상, 수영은 각 8개의 레인으로 되어 있다.
- 체스 판은 8×8 크기이다. 각 진영마다 8개의 폰이 있다.
- 현대의 FIFA 월드컵 그룹 스테이지는 8개의 조로 구성된다.

## 기타
- 연도: 8년, 기원전 8년

한자 八(8)

- 8eight는 대한민국의 음악 그룹이다.
- 홍콩, 중국 사람들은 8을 매우 좋아해서 8, 88, 888, 8888 등이 차 번호에 쓰이는 것을 행운으로 여긴다.
- 불교에서 팔정도는 열반에 이르기 위한 모든 실천을 포함하고 있는 8가지 올바른 길을 말한다.
- 불교에서 8대 지옥과 8한 지옥에 대한 이야기를 한다.
- 붓글씨로 한자를 쓸 때 자주 나오는 획 여덟 가지가 모두 들어가 있는 '길 영(永)'자를 이용해 서예를 가르치는 방식을 영자팔법이라고 한다.
- 팔괘
- 동, 서, 남, 북의 사방과 북동, 북서, 남동, 남서의 사우를 합한 여덟 방위를 팔방이라 한다.
- 일부 지도에는 8방위를 쓰기도 한다.
- 서양 음계는 도, 레, 미, 파, 솔, 라, 시의 7음계이고 거기에 높은 도를 덧붙여 8음계로 보기도 한다.
- 모든 일에 능통한 사람을 일컬어서 ‘팔방미인’이라 한다.
- 독일에서 한 학년은 8월에 시작한다.
- 나고야 그램퍼스 에이트-8은 나고야 시의 휘장에 들어있는 한자이다.
- 삼국지에서 '팔문금쇄진'과 제갈량의 팔진도가 나온다.
- 고조선 사회의 법률로, 8조법이 있다.
- 한반도은 팔도로 나뉜다. (강원도 · 경기도 · 경상도 · 전라도 · 충청도 · 평안도 · 황해도 · 함경도)
- 과거 한글은 ㄱ, ㄴ, ㄷ, ㄹ, ㅁ, ㅂ, ㅅ, ㆁ의 8개 자음만이 종성에 쓰일 수 있는, 속칭 팔종성가족용법이 시행된 적이 있었다.
- 인간의 몸은 8등신일 때 가장 아름답다고 알려져 있다.
- 러블리즈의 멤버는 총 8명이다.
- 유격훈련 온몸비틀기는 유격체조 8번이다.
- 영어의 품사는 8개다.
- 넌센스 퀴즈에서는 8을 0+0으로 정의한다.
- 8을 오른쪽으로 90° 돌리면 무한대 기호와 비슷해진다.
- 코스모스의 꽃잎은 8개다.
- 8자 걸음.
- ”내 팔자야”라는 말은 숫자 8의 모양을 뒤집거나 거꾸로 돌려도 똑같은 숫자 8의 모양이 나오는 것에서 유래했다.
- 기아 K8

## 같이 보기
- 마법의 수 칠, 더하거나 빼기 이
- 하치